# 北原貞輔
北原 貞輔（きたはら ていすけ、1926年7月28日 - ）は、日本の経営学者。経済学博士（九州大学・1979年）（学位論文「現代経営システム論」）。九州大学名誉教授。

## 略歴
福岡県生まれ。1952年九州大学理学部数学科卒、同助手、1953年不二越入社、生産技術課長、品質管理課長、技術企画課長、1965年和歌山大学経済学部助教授、1970年教授、1979年「現代経営システム論」で経済学博士（九州大学）の学位を取得。1981年九州大学経済学部教授。1990年定年退官、名誉教授、東洋大学教授。自然環境研究所。経営システム論、環境保全学。

## 著書
- 『機械部品工業における品質保証システム』和歌山大学研究叢書刊行委員会 1969
- 『現代経営システム論』新評論 現代経営学叢書 1976
- 『新しい組織思考にもとづく品質管理』新評論 1978
- 『システム科学入門 社会科学の発展のために』有斐閣ブックス　1986
- 『経営進化論 在ることから成ることへのパラダイム転換』有斐閣 1990
- 『人類絶滅からの脱出 総合経済の認識に立って』勁草書房 1992

### 共編著
- 『生産管理システム』市橋英世共著 税務経理協会 1970
- 『品質管理実験』野町幸男共著 大阪教育図書 1970
- 『ORによる在庫管理システム』児玉正憲共著 九州大学出版会 1982
- 『不確実性下の経済・経営システムの研究』編 九州大学出版会 1985
- 『地域経済システムの研究』矢田俊文共編 九州大学出版会 1986
- 『TQCからTQMへ さらにIMQへ向かって』能見時助共著 有斐閣選書　1991
- 『日本的システム思考』伊藤重行共著 中央経済社 1991
- 『地球マネジメント』石井薫共著 東海大学出版会 1993
- 『自然を捨てた日本人 破壊と保全・復興の谷間で』石井薫共編 東海大学出版会 1994
- 『経営思想の発展 経営管理を中心として』松行康夫共著 勁草書房 1997
- 『環境経営論』松行康夫共編著 税務経理協会 1998-99

## 論文
- <北原貞輔